# Bungay St Mary
Bungay St Mary var en civil parish fram till 1910 när den uppgick Bungay, i grevskapet Suffolk, i England. Civil parish hade 1 674 invånare år 1901.